# 関越交通吾妻営業所
関越交通吾妻営業所（かんえつこうつうあがつまえいぎょうしょ）は、関越交通の営業所。
路線バス、高速バス、貸切バスの運行を行う。営業所内には関越交通 吾妻整備工場があり、バスの整備を行っている。
2002年10月に吾妻観光自動車を吸収したことにより開設された営業所である。現在存在する関越交通の営業所の中では、最も新しく開設された営業所である。

## 所在地
- 群馬県吾妻郡中之条町伊勢町700-1[1]

最寄りの鉄道駅は「中之条駅」。最寄りのバス停は高山運輸倉庫の「伊参橋」である。関越交通バスの最寄りバス停は「中之条駅」で営業所から500 m程の距離である。
元は東武バスの中之条出張所であった。東武バス撤退後は、継承事業者である吾妻自動車の本社営業所となっていた。

## 沿革
- 2002年（平成14年）10月 - 吾妻観光自動車を吸収合併したことにより開設。
- 2020年（令和2年）4月1日 - 四万温泉線、沢渡線がPASMO、Suicaなどの交通系ICカードに対応[2]。
- 2020年（令和2年）4月1日 - 沢渡線が中之条ガーデンズ乗り入れ開始[3]。
- 2021年（令和3年）1月8日 - 東吾妻町委託路線の坂上地区路線を再編（権田大柏木線と大戸線一部区間をローズクィーン交通に移行。新しいバス拠点として、旧坂上小学校校庭にさかうえバス停を整備。）[4]
- 2021年（令和3年）3月16日 - 大戸線で新型車両導入により交通系ICカード対応[5]。
- 2022年（令和4年）4月1日 - 小野上温泉線で交通系ICカード対応[6]。
- 2023年（令和5年）3月31日 - この日を以って、吾妻営業所管内での尾瀬バスカードの販売終了[7]。
- 2023年（令和5年）4月1日 - 天狗の湯線、湯中子線で交通系ICカード対応[8]。

## 現行路線
中之条町、東吾妻町、渋川市内でバスを運行している。

### 四万温泉線
- 中之条駅と四万温泉を結ぶ路線である。
- 吾妻営業所の担当路線で最も利用客が多く、運行本数が多い。同営業所の路線で唯一中型車が使用される。
- 中之条駅を出ると、国道353号をまっすぐ進む。「嘉満ヶ淵」バス停を過ぎると、国道を逸れて温泉街のある旧道を進んで行く。
- 夏期間の一部便は、「中之条ガーデンズ」を経由する。
- 終点の「四万温泉」バス停は小さなバスターミナルとなっており、バス待合所がある。

#### 系統
- 中之条駅 - 上之町 - 下沢渡 - 四万温泉
- 中之条駅 - 上之町 - 中之条ガーデンズ - 下沢渡 - 四万温泉
  - 夏期間のみ運行。

### 沢渡線
- 中之条駅と沢渡温泉を結ぶ路線である。
- 小型車（日野・レインボーHR7m車）が使用される。
- 「上之町経由」と「山田経由」の2系統に大別される。上之町経由は下沢渡 - 中之条駅を四万温泉線と同じ経路で走る。
- 夏期間のみ「中之条ガーデンズ経由」も運行される。

#### 系統
- 上之町経由： 中之条駅 - 上之町 - 下沢渡 - 菅田口 - 沢渡
- 山田経由： 中之条駅 - オガワハウス - 山田 - 菅田口 - 沢渡
- ガーデンズ経由： 中之条駅 - オガワハウス - 中之条ガーデンズ - 下沢渡 - 菅田口 - 沢渡

### ・東吾妻町委託路線
以下3路線を東吾妻町から委託を受けて運行している。

### 大戸線
- 中之条駅/吾妻中央高校/原町地区などから坂上地区の「さかうえ」を結ぶ路線。
- 中之条駅と吾妻中央高校は中之条町であり、別自治体乗り入れを行っている。
- 原町駅バス停は、天狗の湯線・湯中子線とは異なる場所に設置されている
- 小型車（日野・ポンチョ）とワゴン車（トヨタ・ハイエース）で運行。
- 日曜祝日は運休。

#### 系統
- 中之条駅 - 東吾妻町役場 - Aコープ裏 - 日赤病院 - 原町駅 - 大戸 - さかうえ
- 吾妻中央高校 - 原町駅北口 - 東吾妻町役場 - Aコープ裏 - 日赤病院 - 原町駅 - 大戸 - さかうえ
- 吾妻中央高校 - 原町駅北口 - Aコープ裏 - 日赤病院 - 原町駅 - 大戸 - さかうえ
- 吾妻中央高校 - 原町駅北口 - 日赤病院 - 原町駅 - 大戸 - さかうえ
- 原町駅北口 - 東吾妻町役場 - Aコープ裏 - 日赤病院 - 原町駅 - 大戸 - さかうえ
- 原町駅北口 - 日赤病院 - 原町駅 - 大戸 - さかうえ
- 日赤病院 - 原町駅 - 大戸 - さかうえ

### 天狗の湯線
- 原町駅から吾妻川沿いを上流方面に進む路線。
- 循環路線になっており、吾妻川右岸側を先に経由する「右回り」と左岸側を先に経由する「左回り」が運行される。
- ワゴン車（トヨタ・ハイエース）で運行。

#### 系統
- 原町駅 - 東吾妻町役場 - 新井 - 天狗の湯 - 岩島駅前 - 矢倉駅前 - 郷原駅前 - 東吾妻町役場 - 原町駅
  - →方向が右回り。←方向が左回り。
  - 平日朝は東吾妻町役場を経由しない。

### 湯中子線
- 原町駅から吾妻川右岸側を下り、渋川市伊香保町の湯中子へ行く路線。
- 湯中子には伊香保タウンバス2号線が乗り入れている。伊香保温泉街とは2 kmほど離れている。
- ワゴン車（トヨタ・ハイエース）で運行。
- 平日のみ運行。

#### 系統
- 原町駅 - 東吾妻町役場 - 日赤病院 - 太郎谷戸 - 御園 - 小野上駅 - 箱島 - 湯中子
- 原町駅 - 東吾妻町役場 - 日赤病院 - 太郎谷戸 - 御園 - 箱島 - 湯中子
- 原町駅 - 東吾妻町役場 - 日赤病院 - 太郎谷戸 - 御園 - あづま温泉桔梗館 - 箱島 - 湯中子
- 原町駅 - 東吾妻町役場 - 日赤病院 - 御園 - あづま温泉桔梗館 - 箱島 - 湯中子
- 原町駅 - 東吾妻町役場 - 日赤病院 - 御園 - 箱島 - 湯中子
- 原町駅 - 日赤前 - 太郎谷戸 - 御園 - 小野上駅 - 箱島 - 湯中子
- 原町駅 - 日赤前 - 御園 - 箱島 - 湯中子

### ・しぶかわタウンバス（渋川市委託路線）
全10路線のうち1路線を担当する。また、小野上・子持地区のデマンドバスを受託している。

### 小野上温泉線
- 渋川駅から子持地区を経由し、小野上地区までを結ぶ路線。
- 2023年12月12日より日中はデマンド化[9]し、朝夕のみの運行となっている。
- ワゴン車（トヨタ・ハイエース）で運行。
- 日曜・祝日は運休。

#### 系統
- 渋川駅 - 渋川四ツ角 - 鯉沢 - こもちの湯北 - 小野上駅 - 小野上温泉センター
- 渋川駅 - 渋川四ツ角 - 鯉沢 - 消防署前 - 小野上駅 - 小野上温泉センター

### 小野上・子持地区予約型バス
- 2023年12月12日運行開始[9]。
- 日曜祝日を除く午前10時 - 午後4時に運行する。
- 小野上・子持地区内の全118地点の間を移動できる。渋川駅には「子持行政センター」、「渋川医療センター」で路線バスに乗り換えできる。
- 沼田営業所と共同運行している。

### 高速バス
東京都と四万温泉を結ぶ路線を担当している。

### 四万温泉号
東雲車庫（東北急行バス）・東京駅から渋川駅・中之条駅などを経由し、四万温泉までを結ぶ路線。
- 東雲車庫（東北急行バス） - 東京駅 - 渋川駅 - 小野上温泉 - 中之条駅入口 - 沢渡温泉入口 - 四万温泉

### 伊香保四万温泉号（季節運行）
東雲車庫（東北急行バス）・東京駅から渋川駅・伊香保温泉を経由し、四万温泉までを結ぶ路線。秋から春の季節運行である。
- 東雲車庫（東北急行バス） - 東京駅 - 渋川駅 - 伊香保温泉 - 四万温泉

### 高崎・伊香保・四万温泉号 八王子線
2021年11月1日運行開始。
八王子から高崎駅・渋川駅・伊香保温泉を経由し、四万温泉までを結ぶ路線。
西東京バスとの共同運行。
- 京王八王子駅 - JR八王子駅北口 - 高崎駅東口 - 渋川駅 - 伊香保温泉 - 中之条駅入口 - 四万温泉
  - 京王八王子駅 - 中之条駅入口の区間便もある。
  - 運行開始当初は京王八王子駅 - 伊香保温泉の区間便も運行されていた。

## 過去の路線

### 中之条循環
中之条駅の北側の地域を周る循環路線。伊参先回り、赤坂先回りがある。 
- 中之条駅 - 上之町 - 伊参 - 赤坂 - 中之条高校前 - 中之条駅
  - →が伊参先回り、←が赤坂先回り
- 中之条駅 - 上之町 - 伊参 - 大道
  - 伊参～大道はこの系統のみ経由。
- 中之条駅 - 中之条高校前 - 第五小学校前 - 赤坂 - 栃窪
  - 第五小学校と赤坂～栃窪はこの系統のみ経由。

### 大戸線（一部区間）
2021年1月に以下の経路がローズクィーン交通に移管された。
- さかうえ公民館前 - 日向入口 - 清水 - 浅間隠温泉郷
  - 朝夕は清水発着となっていた。

### 権田大柏木線
高崎市の権田車庫に乗り入れていた。2020年1月、ローズクィーン交通に移管された。
- 権田車庫 - 萩生 - 大戸 - 猿谷戸 - 大柏木
  - 一部便は大戸線に直通して原町駅や浅間隠温泉郷まで運行されていた。

## 車両
路線車は中型車、小型車、ワゴン車が在籍している。配置車両数は、関越交通全営業所の中で2番目に少ない。中型車は日野・レインボーHR、いすゞ・エルガミオが在籍。小型車は日野・リエッセ、日野・レインボーHRの7m車、日野・ポンチョが在籍。ワゴン車はトヨタ・ハイエースが在籍。エルガミオやリエッセは朝日自動車からの移籍車である。
中型車は四万温泉、小型車は沢渡線・大戸線で使用される。ワゴン車はその他路線で使用される。
高速バス向けには、いすゞ・ガーラ、日野・セレガ、日野・セレガRが在籍する。元アザレア号の車両が多い。
貸切バスは日野・メルファや三菱ふそう・エアロミディMJ、その他マイクロバス等が在籍する。各車スクールバスとして使用される。